# Простий многогранник
Простий многогранник — опуклий {\displaystyle d}-вимірний многогранник
у якого із будь-якої вершини виходить рівно {\displaystyle d} ребер.

## Приклади
- Розмірність 3
  - Тетраедр
  - Куб
  - Додекаедр
  - Призма
- Будь-який многогранник Коксетера є простим

## Властивості
- многогранник є простим тоді і тільки тоді, коли його двоїстий многогранник симпліційний.
- Рівняння Дена — Сомервіля для простого многогранника має такий вигляд: якщо {\displaystyle f_{k}} — число {\displaystyle k}-вимірних граней {\displaystyle n}-вимірного многогранника і
{\displaystyle \sum _{k}f_{k}\cdot (t-1)^{k}=\sum _{k}h_{k}\cdot t^{k}}

то {\displaystyle h_{k}=h_{n-k}} для будь-якого {\displaystyle k}.
- Комбінаторний тип простого многогранника повністю визначається графом із його вершин і ребер.[1]
- Прості многогранники утворюють відкриту всюди щільну множину в просторі многогранників з фіксованим числом граней корозмірності 1, що має метрику Гаусдорфа.